# کارستن کیولر
کارستن کیولر (انگلیسی: Carsten Keuler؛ زادهٔ ۳۰ اوت ۱۹۷۱) بازیکن فوتبال اهل آلمان است.
از باشگاه‌هایی که در آن بازی کرده‌است می‌توان به باشگاه فوتبال کلن، باشگاه فوتبال یان رگنسبورگ، باشگاه فوتبال نورنبرگ، و باشگاه فوتبال وهن ویسبادن اشاره کرد.
وی همچنین در تیم ملی فوتبال زیر ۲۱ سال آلمان بازی کرده‌است.